# Acquacanina
Acquacanina – była gmina i od 1 stycznia 2017 r. jedna z frakcji (wł. frazioni) gminy Fiastra we Włoszech, w regionie Marche, w prowincji Macerata.
Według danych na rok 2004 frakcję zamieszkiwało 139 osób, 5,3 os./km².